# Lijst van gemeentelijke monumenten in Maastricht-Zuidwest
De wijk Maastricht-Zuidwest in Maastricht heeft 444 panden/objecten die als gemeentelijk monument zijn beschreven in 247 regels (monumentnummers), verdeeld over 6 buurten.

## Biesland
De buurt Biesland kent 106 panden/objecten die als gemeentelijk monument zijn beschreven in 43 regels (monumentnummers).

## Campagne
De buurt Campagne kent 1 pand/object die als gemeentelijk monument zijn beschreven in 1 regel (monumentnummer).
| Object               | Bouwjaar   | Architect | Locatie       | Coördinaten                   | Nr.      | Afbeelding           |
| -------------------- | ---------- | --------- | ------------- | ----------------------------- | -------- | -------------------- |
| Voormalige boerderij | circa 1890 |           | Latourlaan 23 | 50° 50' 16" NB, 5° 39' 45" OL | 0935/615 | Voormalige boerderij |

## Jekerdal
De buurt Jekerdal kent 14 panden/objecten die als gemeentelijk monument zijn beschreven in 9 regels (monumentnummers).
| Object                  | Bouwjaar   | Architect       | Locatie                | Coördinaten                   | Nr.       | Afbeelding              |
| ----------------------- | ---------- | --------------- | ---------------------- | ----------------------------- | --------- | ----------------------- |
| Woonhuis                | 1931       |                 | Jekerweg 42            | 50° 50' 28" NB, 5° 41' 3" OL  | 0935/598  | Woonhuis                |
| Villa Melchior          | 1956       | M.G.E. Hoen     | Laan van Brunswijk 65  | 50° 50' 18" NB, 5° 40' 52" OL | 0935/600  | Villa Melchior          |
| Villa                   | 1958       | E. Hoen         | Laan van Brunswijk 75  | 50° 50' 17" NB, 5° 40' 53" OL | 0935/601  | Villa                   |
| Transformatorhuisje     | circa 1930 |                 | Luikerweg tegenover 1  | 50° 50' 25" NB, 5° 41' 15" OL | 0935/616  | Transformatorhuisje     |
| Villa                   | 1926       | A. Deussen      | Mergelweg 65           | 50° 50' 15" NB, 5° 41' 2" OL  | 0935/617  | Villa                   |
| Villa                   | 1947       | J.H.A. Huysmans | Mergelweg 107          | 50° 50' 10" NB, 5° 40' 57" OL | 0935/618  | Villa                   |
| Woonhuis                | 1936       | H. Huydts       | Mergelweg 115          | 50° 50' 9" NB, 5° 40' 56" OL  | 0935/3782 | Woonhuis                |
| Woonhuis                | 1930       | A. Boosten      | Mergelweg 123          | 50° 50' 8" NB, 5° 40' 55" OL  | 0935/3783 | Woonhuis                |
| Blok van zes woonhuizen | 1949       | F. Dingemans    | Plenkershoven 1 t/m 11 | 50° 50' 27" NB, 5° 41' 1" OL  | 0935/657  | Blok van zes woonhuizen |

## Sint Pieter
De buurt Sint Pieter kent 64 panden/objecten die als gemeentelijk monument zijn beschreven in 26 regels (monumentnummers).

## Villapark
De buurt Villapark kent 209 panden/objecten die als gemeentelijk monument zijn beschreven in 143 regels (monumentnummers).

## Wolder
De buurt Wolder kent 48 panden/objecten beschreven in 24 regels (monumentnummers).
| Object                                | Bouwjaar                                              | Architect | Locatie                                                          | Coördinaten                   | Nr.       | Afbeelding                            |
| ------------------------------------- | ----------------------------------------------------- | --------- | ---------------------------------------------------------------- | ----------------------------- | --------- | ------------------------------------- |
| Grenspaal nr 79                       |                                                       |           | Diependaalweg ong. aan de zuidzijde                              | 50° 49' 58" NB, 5° 39' 3" OL  | 0935/567  | Meer afbeeldingen                     |
| Grenspaal nr 80                       |                                                       |           | Diependaalweg ong. aan de noordzijde                             | 50° 50' 2" NB, 5° 39' 0" OL   | 0935/566  | Meer afbeeldingen                     |
| Twee grenspalen bij Vroenhovenweg     |                                                       |           | Vroenhovenweg, bij Diependaalweg en bij Bieslanderweg 5          | 50° 49' 39" NB, 5° 39' 7" OL  | 0935/3675 | Upload foto                           |
| Hoeve                                 |                                                       |           | Heukelommerweg 1                                                 | 50° 50' 4" NB, 5° 39' 18" OL  | 0935/3846 | Upload foto                           |
| Voormalige boerderij                  | 1765 (kern)                                           |           | Heukelommerweg 27                                                | 50° 49' 59" NB, 5° 39' 10" OL | 0935/597  | Voormalige boerderij                  |
| Hoekhuis                              | 1890                                                  |           | Lammergierstraat 25                                              | 50° 50' 8" NB, 5° 39' 11" OL  | 0935/2559 | Hoekhuis                              |
| Pastorie                              | late 19e eeuw, gerestaureerd 1951                     |           | Monseigneur Vrankenplein 2                                       | 50° 50' 5" NB, 5° 39' 14" OL  | 0935/619  | Pastorie                              |
| Woonhuis                              | circa 1905                                            |           | Monseigneur Vrankenplein 10                                      | 50° 50' 6" NB, 5° 39' 15" OL  | 0935/620  | Woonhuis                              |
| 24 historische straatlantaarns        | 1e kwart van de 20e eeuw                              |           | Pletzersstraat en Vroenhovenweg                                  | 50° 49' 56" NB, 5° 39' 35" OL | 0935/664  | 24 historische straatlantaarns        |
| Grote carréhoeve                      | vóór 1830 (kern), 1926 (straatgevels)                 |           | Pletzersstraat 1                                                 | 50° 50' 7" NB, 5° 39' 17" OL  | 0935/658  | Grote carréhoeve                      |
| Carréhoeve                            | vóór 1830 (kern), circa 1900 (modernisering woonhuis) |           | Pletzersstraat 2, 2ab                                            | 50° 50' 7" NB, 5° 39' 15" OL  | 0935/659  | Carréhoeve                            |
| Hoeve (achterbouw)                    | vóór 1830 (kern), circa 1950 (modernisering woonhuis) |           | Pletzersstraat 15                                                | 50° 50' 3" NB, 5° 39' 26" OL  | 0935/661  | Hoeve (achterbouw)                    |
| Keermuur                              |                                                       |           | Pletzersstraat / Heukelommerweg                                  | 50° 50' 4" NB, 5° 39' 19" OL  | 0935/3847 | Upload foto                           |
| Muurwerk in mergelsteen               |                                                       |           | Pletzersstraat / Winterslag                                      | 50° 50' 6" NB, 5° 39' 18" OL  | 0935/3848 | Upload foto                           |
| Kerkhof van Wolder met ommuring       | 1897                                                  |           | Pletzerstraat                                                    | 50° 50' 5" NB, 5° 39' 18" OL  | 0935/3574 | Kerkhof van Wolder met ommuring       |
| Voormalig patronaatsgebouw            | circa 1915                                            |           | Tongerseweg 335A/B                                               | 50° 50' 6" NB, 5° 39' 11" OL  | 0935/742  | Voormalig patronaatsgebouw            |
| Voormalige bewaarschool/meisjesschool | 1905                                                  |           | Tongerseweg 345B                                                 | 50° 50' 3" NB, 5° 39' 5" OL   | 0935/743  | Voormalige bewaarschool/meisjesschool |
| Woonhuis                              | vóór 1840 (kern)                                      |           | Tongerseweg 347- 349                                             | 50° 50' 3" NB, 5° 39' 4" OL   | 0935/745  | Woonhuis                              |
| Klooster van zusters van O.L.Vrouwe   | 1856                                                  |           | Tongerseweg 402                                                  | 50° 50' 6" NB, 5° 39' 8" OL   | 0935/2680 | Klooster van zusters van O.L.Vrouwe   |
| Hoevewoning                           | 1880                                                  |           | Tongerseweg 406                                                  | 50° 50' 5" NB, 5° 39' 7" OL   | 0935/2681 | Hoevewoning                           |
| Voormalige hoeve                      | derde kwart van 19e eeuw                              |           | Tongerseweg 408                                                  | 50° 50' 5" NB, 5° 39' 6" OL   | 0935/2682 | Voormalige hoeve                      |
| Voormalige douanebeambtewoning        |                                                       |           | Tongerseweg 420-422                                              | 50° 50' 3" NB, 5° 39' 0" OL   | 0935/2685 | Voormalige douanebeambtewoning        |
| Wegkapelletje van Maria van Fatima    | 1947                                                  |           | Tongerseweg tegenover 353                                        | 50° 50' 3" NB, 5° 39' 2" OL   | 0935/2679 | Meer afbeeldingen                     |
| Waterloop van de Kleine Zouw          |                                                       |           | Van Tongerseweg tot Vroenhovenweg, parallel aan de Pletzerstraat | 50° 50' 5" NB, 5° 39' 29" OL  | 0935/2688 | Upload foto                           |

## Door meerdere buurten
In de buurten Sint Pieter en Villapark:
| Object | Bouwjaar | Architect | Locatie        | Coördinaten | Nr.       | Afbeelding |
| --- | -------- | --------- | -------------- | ----------- | --------- | --- |
| Wegtracé tussen Slavante en Lichtenberg, bestaande uit een onverharde uitgeholde veldweg, die over een lengte van ca. 150 meter dwars door het bos voert en aan weerszijden geflankeerd wordt door enkele dolines | ca. 1930 |           | Recollectenweg |             | 0935/3735 | Wegtracé tussen Slavante en Lichtenberg, bestaande uit een onverharde uitgeholde veldweg, die over een lengte van ca. 150 meter dwars door het bos voert en aan weerszijden geflankeerd wordt door enkele dolines |

In de buurten Wolder en Daalhof
| Object                       | Bouwjaar | Architect | Locatie                                                               | Coördinaten                  | Nr.       | Afbeelding  |
| ---------------------------- | -------- | --------- | --------------------------------------------------------------------- | ---------------------------- | --------- | ----------- |
| Waterloop van de Kleine Zouw |          |           | Numitorhof en Hermesweg, van Cupidohof nr. 18 tot Tongerseweg nr. 358 | 50° 50' 13" NB, 5° 39' 3" OL | 0935/2687 | Upload foto |